# Tragedija
Tragedija (grč. τραγῳδία  od grčkih riječi tragos (jarac) i "oide" (pjesma)) je vrsta drame u kojoj glavni lik ili ideje za koje se on bori, nestaju ili propadaju - ishod je tragičan. Nastala je u antičkoj Grčkoj. Precizni nastanak jeste pjesme zbora koji je oplakivao Dionizovu smrt.
Sama riječ dolazi od grčkih riječi τράγος jarac i ᾠδή pjesma. Ime "jarčeva pjesma" je dobila po simbolu boga Dioniza i prinošen mu kao obredna žrtva. 
Prema grčkom filozofu Aristotelu, temeljna uloga tragedije je katarza, odnosno osjećaj sažaljenja kojeg tragedija mora izazvati kod gledatelja. Dakle, tragedija mora produbiti gledateljeve moralne svjetonazore i u njemu potaknuti osjećajnost, te na taj način pročistiti njegovu dušu (grč. κάθαρσις pročišćenje).

## Obilježja tragedije
- Tragični junak je središnji lik tragedije, koji stradava ne zbog vlastite krivnje, nego zbog sudbine koja mu je donijela nesreću (bez krivice kriv).
- Tragični sukob je sukob tragičnog junaka s ostalim likovima koji imaju različita uvjerenja od njegovih.
- Tragična krivnja je krivica zbog koje tragični junak trpi.
- Tragični završetak je krajnji rasplet tragedije u kojemu junak teško stradava: ubijaju ga ili se pak sam ubija, biva prognan i sl.
- Uzvišeni stil je ton kojim je pisana tragedija, specifičan po svojoj uzvišenosti, kojoj je uloga radnju tragedije učiniti još dramatičnijom.
- Katarza  je vrsta moralnoga, duhovnoga i psihološkoga pročišćenja koje gledatelja dovodi u stanje duševnoga mira. Nastaje u trenutku kada glavni junak spoznaje istinu ili shvati počinjenu grešku zbog koje mora stradati. To u gledatelju izaziva patnju i sažaljenje, ali i razmišljanje o uzrocima koji su junaka doveli do tragičnog kraja.

## Razvoj tragedije
Tragedija se razvila iz ditiramba, odnosno zborske lirske pjesme posvećene bogu Dionisu. U 6. stoljeću pr. Kr. došlo je do izdvajanja korovođe (korifeja) iz ditirampskog zbora i stvaranja dijaloga između njega i ostatka zbora u kojem zbor predstavlja glas javnog morala i komentira radnju. Time je pjesma dobila narativni karakter, a korifej i zbor su počeli predstavljati određene likove, što je bila prekretnica u nastajanju tragedije od ditiramba. Drži se da je korifeja od ostatka zbora odvojio Tespis, iako neki teoretičari ističu Ariona.
U početku tragedija je imala samo jednog glumca koji je vodio dijalog sa zborom. Eshil protagonistu, odnosno prvom glumcu (grč. πρῶτος prvi) pridružuje i drugog, odnosno deuteragonista (grč. δεύτερος drugi), a Sofoklo i trećeg glumca ili tritagonista (grč. τρίτος treći). To se odnosi na broj glumaca koji se trenutno nalaze na pozornici, a ne na ukupan broj glumaca u tragediji kojih je moglo biti puno više.